# Lijst van hitlijsten
Dit is een lijst van hitlijsten per land. Hitlijsten worden gebruikt om de juiste volgorde de best verkochte of meest gedraaide singles of albums van een bepaalde periode te rangschikken. In veel landen wordt dit bijgehouden door non-profit-organisaties. In Nederland zijn de Nederlandse Top 40, de Single Top 100, de Mega Top 30 en de 538 Top 50 de bekendste hitlijsten. In Vlaanderen zijn vooral de Ultratop 50 en de Radio 2 Top 30 erg bekend.
| Wereldwijde hitlijsten | Wereldwijde hitlijsten | Wereldwijde hitlijsten |
| --- | --- | --- |
| - AIR Charts - ARIA Charts - CAPIF - Brasil Hot 100 Airplay - Canadian Albums Chart - Canadian Hot 100 - National-Report - Tracklisten - Musikmarkt Top 100 - Germany Songs - Suomen virallinen lista - Syndicat National de l'Édition Phonographique - France Songs - IFPI Greece - Greece Digital Songs - Honduras Top 50 - Mahasz - Irish Albums Chart - Irish Downloads Chart - Irish Singles Chart - Tónlist - Federation of the Italian Music Industry - Federazione Industria Musicale Italiana | - Media Forest - Japan Hot 100 - Oricon - Airplay Radio Chart - Latvia Singles Charts - Hit-Parade - Luxembourg Digital Songs - Monitor Latino - Top 100 México - 538 Top 50 - Mega Top 50 - Album Top 100 - Q25 - Nederlandse Top 40 - RADIONL & TV Oranje TOP 30 - Single Top 100 - Top 2000 - Outlaw 41 - Verrukkelijke 15 - Tipparade - Recorded Music NZ - VG-lista - Ö3 Austria Top 40 - OLiS - Polish Airplay Chart - Associação Fonográfica Portuguesa - Portugal Digital Songs - Media Forest - Tophit - Scottish Singles and Albums Charts - Rádio Top 100 Oficiálna - Productores de Música de España | - Rádio Top 100 Oficiální - Türkiye Top 20 - Record Report - UK Albums Chart - UK Singles Chart - Billboard Hot 100 - Billboard 200 - Alternative Albums - Alternative Songs - Bluegrass Albums - Blues Albums - Classical Albums - Country Albums - Dance/Electronic Albums - Folk Albums - Gospel Albums - Hard Rock Albums - Hot Country Songs - Hot Digital Tracks - Hot Mainstream Rock Tracks - Hot R&B/Hip-Hop Songs - Jazz Albums - Hot Singles Sales - Kid Albums - Latin Albums - Latin Pop Albums - New Age Albums - Pop 100 - Rap Albums - Rap Songs - Reggae Albums - Rock Albums - Rock Songs - Top Heatseekers - Top R&B/Hip-Hop Albums - Mediaguide - Gaon Chart - Korea K-Pop Hot 100 - DigiListan - Sverigetopplistan - Schweizer Hitparade |